# Alfons Fedor Cohn
Alfons Fedor Cohn (geboren 12. April 1878 in Berlin; gestorben 24. Januar 1933 ebenda) (Pseudonym Olof F. Anders) war ein deutscher Journalist, Schriftsteller und Staatsbeamter.

## Leben und Wirken
Cohn war ein Sohn des Kaufmanns Leo Cohn und seiner Ehefrau Rosa. Als junger Mann ließ er sich als Schriftsteller in Berlin nieder: Nachdem er in seinen frühen Jahren vor allem Buchrezensionen und kleineren Stücken verfasst hatte, legte Cohn den Schwerpunkt seiner Tätigkeit schließlich auf die Übersetzung von Werken skandinavischer Autoren, für die er eine besondere Vorliebe hatte. Ein weiterer Autor dessen Arbeiten er ins Deutsche übertrug war Pierre-Joseph Proudhon. Als Journalist war Cohn von 1914 bis 1919 Vertreter der Vossischen Zeitung in Kopenhagen. Um 1910 beteiligte er sich zudem an der Gründung des Schriftstellerschutzverbandes.
Während des Ersten Weltkriegs war Cohn, der als besonderer Kenner der deutsch-nordischen Beziehungen galt, als Mitarbeiter des Botschafters Brockdorff-Rantzau in Skandinavien. Nach dem Krieg trat er die Presseabteilung der Reichsregierung ein. In dieser wurde er nacheinander im Referat IV/Osteuropa und Referat A5/Skandinavien eingesetzt. Nach seiner Beförderung zum Regierungsrat am 31. August 1928 wurde er mit der Aufgabe eines Pressedezernenten für die Skandinavischen Länder und Holland betraut. Privat widmete Cohn, der damals in Berlin-Halensee wohnte, sich in der Weimarer Zeit dem Sammeln und Archivieren von Büchern und Zeitschriften.
Cohns Grab befindet sich auf dem Jüdischen Friedhof in Berlin-Weißensee.

## Werke

### Arbeiten als Autor
- „Achim von Arnim als Berliner Mieter“, in: Berliner Tageblatt vom 25. Juni 1909, S. 1–3.
- Der neue Paris. Komödie in drei Akten, 1910.
- „Schwedisch-deutsche Romantik. Eine Jahrhunderterinnerung. Malla Montgomery und Bettina von Arnim“, in: Walter Georgi (Hrsg.): Deutsch-Nordisches Jahrbuch für Kulturaustausch und Volkskunde 1926, Jena 1926 S. 55–65.
- „Stefan George. Zum heutigen 60. Geburtstag des Dichters“, in: Unterhaltung und Wissen, Beilage des Vorwärts vom 12. Juli 1928.

### Arbeiten als Herausgeber
- Alfons Fedor Cohn (Hrsg.): Wilhelm von Burgsdorff: Briefe an Brinkman, Henriette v. Finckenstein, Wilhelm v. Humboldt, Rahel, Friedrich Tieck, Ludwig Tieck und Wiesel, Berlin: B. Behr’s Verlag, („Dt. Literaturdenkmale des 18. und 19. Jahrhunderts, Band 139“) 1907.

### Arbeiten als Übersetzer
- Karl Halfdan Eduard Larsen: Deutschlands Nationalmilitarismus und anderes, 1915, E. Reiss (Berlin).[4]
- P. J. Proudhon: Was ist das Eigentum? – Erste Denkschrift. Untersuchungen über den Ursprung und die Grundlagen des Rechts und der Herrschaft, 1896. Originaltitel: »Qu´est-ce que la proprieté où recherches sur le principe du droit et du governement. Premier Mémoire.« Paris, zitiert von Fedor Alfons Cohn, Vorwort des Übersetzers, VII-IX, 1840. Verlag Monte Verita, Wien, ISBN 3-900434-30-1.
- Sigfrid Siwertz: Zurück aus Babylon. Roman, Otto Quitzow Verlag Lübeck, 1927.
- Helmer Key: Kaffee, Zucker und Bananen. Eine Reise nach Cuba und Guatemala. A. d. Schwedischen v. Alfons Fedor Cohn. München, Drei Masken, 1929.
- Karl Larsen: Professor Bédier und die Tagebücher deutscher Soldaten., Verlag Reimer 1915.[5]
- Steen Steensen Blicher: Ausgewählte Novellen in zwei Bänden, Verlag Berlin SW 48.